# Marisa Galeazzi Saracinelli
Marisa Galeazzi Saracinelli (Ancona, 13 maggio 1931 – Ancona, 20 aprile 2014) è stata una politica italiana, presidente della Provincia di Ancona dal 1994 al 1998.

## Biografia
Laureata con lode in Lettere classiche nel 1957, insegnante di storia e italiano alle scuole superiori; a inizio anni '90 è assessora provinciale ad Ancona con deleghe all'Istruzione e alle Politiche giovanili.
Alle elezioni provinciali del 1994 è candidata alla presidenza della provincia di Ancona, sostenuta da PDS, Rifondazione Comunista, PSI, PRI e Verdi: viene eletta al primo turno con il 50,1% dei voti. Rimane in carica per un mandato, fino al maggio 1998.
Ha anche presieduto l'Istituto di storia del movimento di Liberazione nelle Marche.
Si è spenta a 83 anni, nell'aprile del 2014. Alcuni anni dopo la morte le viene intitolato un premio nell'ambito del Cineoff, Festival Internazionale di cinema indipendente di Offagna.